# Acanthocreagris caspica
Espèce
Synonymes
- Microcreagris caspica Beier, 1971

Acanthocreagris caspica est une espèce de pseudoscorpions de la famille des Neobisiidae.

## Distribution
Cette espèce est endémique du Mazandéran en Iran. Elle se rencontre vers Tchalous.

## Description
Le mâle holotype mesure 2 mm.

## Systématique et taxinomie
Cette espèce a été décrite sous le protonyme Microcreagris caspica par Beier en 1971. Elle est placée dans le genre Acanthocreagris par Mahnert en 1974.

## Étymologie
Son nom d'espèce lui a été donné en référence au lieu de sa découverte, la mer Caspienne.

## Publication originale
- Beier, 1971 : Pseudoskorpione aus dem Iran. Annalen des Naturhistorischen Museums in Wien, vol. 75, p. 357-366 (texte intégral).